# Nikolai Pawlowitsch Schtschedrin

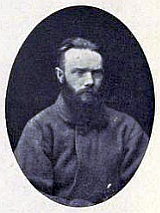
Nikolai Pawlowitsch Schtschedrin (1905)

Nikolai Pawlowitsch Schtschedrin (russisch Николай Павлович Щедрин; * 1858 in Petropawlowsk, Russisches Kaiserreich, heute: Kasachstan; † 10. Januar 1919 in Kasan, Russische Sozialistische Föderative Sowjetrepublik) war ein russischer Revolutionär der sozialrevolutionären Narodniki.

## Leben
Nikolai Pawlowitsch Schtschedrin stammte aus einer Adelsfamilie und absolvierte die Kadettenanstalt in Omsk. 1876 trat er in Sankt Petersburg der Bewegung „Land und Wille“ (Земля и воля) bei und wurde nach deren Spaltung 1879 im Gouvernement Saratow Mitglied der Vereinigung „Schwarze Umverteilung“ (Чёрный передел). Im Frühjahr 1880 gründete er in Kiew zusammen mit Jelisaweta Nikolajewna Kowalskaja die Südrussische Arbeitergewerkschaft (Южно-русский рабочий союз) und war Autor ihres Programms sowie zahlreicher Proklamationen. 
Im Oktober 1880 wurde er wegen seiner politischen Aktivitäten verhaftet und am 29. Mai 1881 vom Kiewer Militärbezirksgericht zum Tode verurteilt. Die Todesstrafe wurde in eine lebenslängliche Zwangsarbeit umgewandelt, die er zuerst in der Strafkolonie Kari verbrachte, in der er an eine Schubkarre gekettet war. 1882 wurde er nach Alexei-Ravelin verlegt, das westliche Außenwerk der Peter-und-Paul-Festung in Sankt Petersburg. Im Jahr 1884 wurden er und die anderen Gefangenen in die Festung Schlüsselburg überführt, wo er bald geisteskrank wurde. 1896 wurde er in die Psychiatrische Klinik Kasan verlegt, wo er starb.

## Hintergrundliteratur
- M. R. Popow: Н. П. Щедрин, (N. P. Schtschedrin), 1906, Nachdruck 1924
- E. E. Kolosow: Государева тюрьма – Шлиссельбург, (Souveränes Gefängnis – Schlüsselburg), 1930